# Валки (остановочный пункт)
Валки (пол. Wałki) — остановочный пункт в гмине Чарна (вблизи села Йодлувка-Валки из соседней гмины), в Подкарпатском воеводстве Польши. Имеет 2 платформы и 2 пути.
Остановочный пункт на ведущей к польско-украинской границе железнодорожной линии Краков-Главный — Медыка.